# Taiwanobryum mucronatum
Taiwanobryum mucronatum là một loài Rêu trong họ Prionodontaceae. Loài này được (Bosch & Sande Lac.) S. Olsson, Enroth & D. Quandt miêu tả khoa học đầu tiên.